# We Play Endlessly
We Play Endlessly – składanka islandzkiej grupy post-rockowej Sigur Rós. Album został wydany jako darmowy dodatek do The Independent w Wielkiej Brytanii.
Wydawnictwo stanowi kompilację utworów z poprzednich albumów studyjnych oraz EP zespołu:
- Hoppípolla, Sæglópur i Heysátan – Takk... (2005)
- Inní mér syngur vitleysingur, Gobbledigook i Fljótavík – Með suð í eyrum við spilum endalaust (2008)
- Í Gær i Hafsól – Hvarf/Heim (2007)
- Ti Ki – Ba Ba Ti Ki Di Do (2004)

## Lista utworów
1. "Hoppípolla" – 4:26
2. "Inní mér syngur vitleysingur" – 4:05
3. "Sæglópur" – 7:20
4. "Gobbledigook" – 3:05
5. "Í Gær" – 6:23
6. "Fljótavík" – 3:49
7. "Hafsól" – 9:46
8. "Heysátan" – 4:09
9. "Ti Ki" – 8:49